# Ciudad Juárez
Ciudad Juárez je největší město mexického státu Chihuahua. Leží na samé hranici se Spojenými státy; hranici tvoří řeka Río Grande, která dělí Juárez od texaského města El Paso. V roce 2020 mělo město 1 512 450 obyvatel. V celé metropolitní oblasti žije více než 2 500 000 osob. Ciudad Juárez je v současnosti nechvalně proslulé jako jedno z nejnebezpečnějších měst světa.

## Dějiny
Území bylo prozkoumáváno španělskými kolonizátory od přelomu 16. a 17. století. Roku 1659 zde františkáni založili misii Naší Paní z Guadalupe, což je považováno za počátek města, nazvaného zprvu El Paso del Norte. Roku 1865, během francouzské intervence v Mexiku, zde dočasné sídlila republikánská vláda Benita Juáreze, na jehož počest bylo město roku 1888 přejmenováno. V době prohibice ve Spojených státech se město stalo oblíbeným zábavním cílem Američanů a rychle rostlo. Rychlý růst počtu obyvatel pokračuje dodnes.

## Kriminalita

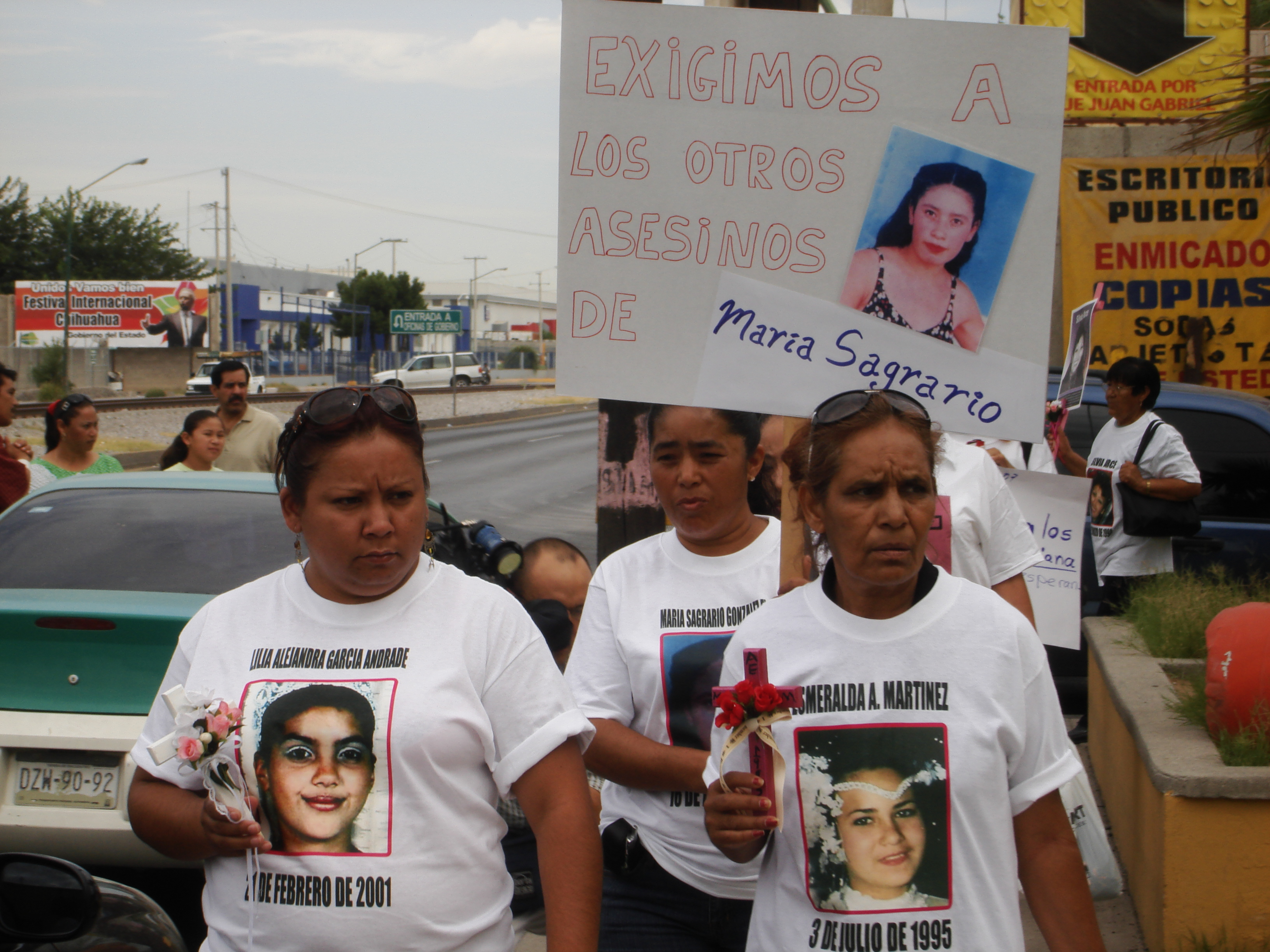
Pochod příbuzných obětí vražd žen v Ciudad Juárez

Ciudad Juárez je centrem obchodu s drogami. Před rokem 2007 šlo ovšem o relativně bezpečné město. Pak ovšem vypukla válka mezi drogovými kartely (měly ve městě velkou moc). Dealerské skupiny mezi sebou soupeřily a jejich boj vynikal jak počtem obětí (zatímco v roce 2007 došlo v Juárezu k 320 vraždám, v roce 2008 se již jednalo o téměř 1623 lidí a v roce 2010, kdy situace dosáhla svého vrcholu, pak dokonce 3622), tak brutalitou a barbarskostí. Velká část obětí byla z řad tehdy prakticky bezmocné policie. Zejména večerní a noční život ve městě byl paralyzován. Mexická vláda Felipe Calderóna proto vyslala na počátku března 2009 na pomoc městu 2000 vojáků.
Během této periody se velká část obyvatel stěhovala jak do amerického El Pasa tak do jiných měst po celém Mexiku. Ti se ovšem často po poměrně krátké době z různých důvodů (například zcela rozdílnému způsobu života ve Spojených státech) vraceli zpět.
Dalším projevem kriminality v Ciudad Juárez je enormní počet vražd se sexuálním podtextem; za oběť jim padlo přes 500 žen od roku 1993, z nichž polovina byla mladší dvaceti let. Těla jsou zpravidla nalézána na ulicích a předměstích. Většina případů zůstává neobjasněna a místní úřady o ně donedávna neprojevovaly zájem. Teprve po roce 2010 se podařilo závratný počet vražd snižovat.
Zatímco mezi roky 2008 a 2010 bylo město (i celý stát Chihuahua) počítáno mezi nejnebezpečnější lokality v Mexiku, dnešní situace je zcela odlišná. Kriminalita neustále klesá, počty vražd, krádeží aut i únosů jsou oproti roku 2010 řádově nižší. Tohoto úspěchu bylo dosaženo spoluprací občanů (různých místních spolků) a vlády Felipeho Calderóna (jehož protidrogová válka místní krizi vlastně rozpoutala). V roce 2012 došlo ke snížení počtu vražd na 737, v roce 2014 už "pouze" 532 a čísla i nadále klesají. Únos byl z města takřka vymýcen. Noční život se vrátil do ulic (jeho centrem je bulvár Goméz Morín). Občané nabyli větší důvěry v policii.
Kriminalita Ciudad Juárez byla mimo jiné inspirací románu 2666 chilsko-mexického spisovatele Roberta Bolaña (2004).